# Сњежана Бига Фригановић
Сњежана Бига Фригановић (Шибеник, 11. јануар 1960 — Загреб, 22. јануар 2005) је била хрватска политичарка и психолог.
Била је заступница у Хрватском сабору, потпредседница Социјалдемократске партије (СДП) и прва председница Хрватске психолошке коморе.

## Биографија
Дипломирала је на Одсеку за психологију Филозофског факултета у Загребу 1983. године, а од 1984. до 1992. године радила је као психолог у тиму медицине рада у Здравственој станици Творнице лаких метала у Шибенику. Била је саборска заступница СДП-а од 1992. године и то кроз четири мандата. Од 1993. године је била чланица делегације Хрватског сабора у Парламентарној скупштини Савета Европе на предлагање Др Фрање Туђмана. Од 1998. до 2002. године била је чланица Управног одбора Друштва психолога Града Загреба и Загребачке жупаније, а од 2000. до 2003. године председница Саборског одбора за рад, социјалну политику и здравство.
У СДП-у је била чланица Главног одбора, ау два мандата и потпредседница странке и једна од највише позиционираних Срба у овој странци.
Као председница Саборског одбора за рад, социјалну политику и здравство посебно се ангажовала у изради и доношењу Закона о психолошкој делатности. Њен је лични ангажман довео до тога да је Закон о психолошкој дјелатности једногласно усвојен у Сабору Републике Хрватске.
Била је предсједница Хрватске психолошке коморе од новембра 2003. године до своје смрти и дала је изузетно велики допринос у процесу устројавања Коморе и промовисања психолошке струке. Њеним радом током прве године постојања постављени су темељи даљег развоја Коморе, израђен велики број правилника и пословника без којих Комора не би могла функционисати, почело је провођење Закона о психолошкој делатности и издавање основних допусница, постављене су основе приправничког стажа и стручних испита психолога при
Комори и спроведен је низ информативних активности.
Умрла је од дуге и тешке болести.
После Сњежанине смрти Хрватска психолошка комора је установила награду "Сњежана Бига-Фригановић" која се додељује се члану Коморе те другим физичким и правним лицима који су посебно допринели организацији, раду и развоју Коморе, а тиме дали значајан допринос за унапређење статуса психолога у друштву те развој и афирмацију психолошке делатности.